# Košíkářské muzeum
Košíkářské muzeum je muzeum převážně zaměřené na expozice košíkářského řemesla a osob, které tuto práci vykonávaly. Nachází se ve městě Morkovice-Slížany v okrese Kroměříž, ve Zlínském kraji.  

## Historie košíkářství v Morkovicích

### Rozvoj košíkářského řemesla
Podle ústně přenášené tradice stála u zrodu košíkářského řemesla v obci dvojice mužů, byť datování i podrobnosti se rozcházejí. Jeden sloužil na blízkém zámku v Uhřicích a pro svoji potřebu pletl košíky, druhý se řemeslu vyučil v nedalekých Švábenicích. Jiná verze uvádí, že dotyčný uhřický sluha byl zahradnickým učněm, který šel pak sloužit do Morkovic. Stalo se tak v 17. století, nebo kolem roku 1700.
Ustanovení cechu košíkářského v Morkovicích se traduje k roku 1739, ale písemné důkazy jsou teprve z roku 1819. Tehdy měl cech 17 mistrů a 23 tovaryšů. V druhé polovině 19. století se pohyboval počet mistrů tohoto řemesla minimálně nad 50 členů. Cech měl veškeré vlastní insignie, jak se náleželo, cechovní postavníky z roku 1822 jsou ke spatření v muzeu, stejně jako cechovní truhlice. Vlajku cech získal roku 1871.
V roce 1883 odmítli místní košíkářští mistři spojení s obdobným sdružením ve Zdounkách, jak po nich vyžadovalo úřední nařízení, svůj postoj právně obhájili a zachovali si tak samostatnost. V tomto období mělo toto řemeslo v Morkovicích svůj největší rozkvět, který trval přibližně až do roku 1948. V období druhé světové války se košíkářstvím údajně živily 4/5 obyvatelstva. Násilné slučování jednotlivých mistrovských dílen po únoru 1948, mnohdy zaměřené na jiný typ košíkářského zboží, znamenalo ochuzení v rozmanitosti tohoto řemesla. I tak dosáhl místní n. p. Zadrev výsledků nad očekávání a dařilo se mu exportovat košíkářské zboží do dalekého zahraničí, např. USA či Austrálie. Část výroby, která svým zaměřením odpovídala spíše umělecké tvorbě, přešla pod Ústředí lidové umělecké výroby (ÚLUV).
Avšak ani v mezidobí svého největšího rozvoje se zdejší košíkáři nevyhnuli krizovým obdobím. Měnilo se zaměření výroby i poptávka po různém zboží. Velký úspěch měly ovocné koše, trhové a piknikové tašky, pradláky, cestovní kufry nebo oválné kupolovité koše tzv. lyony.

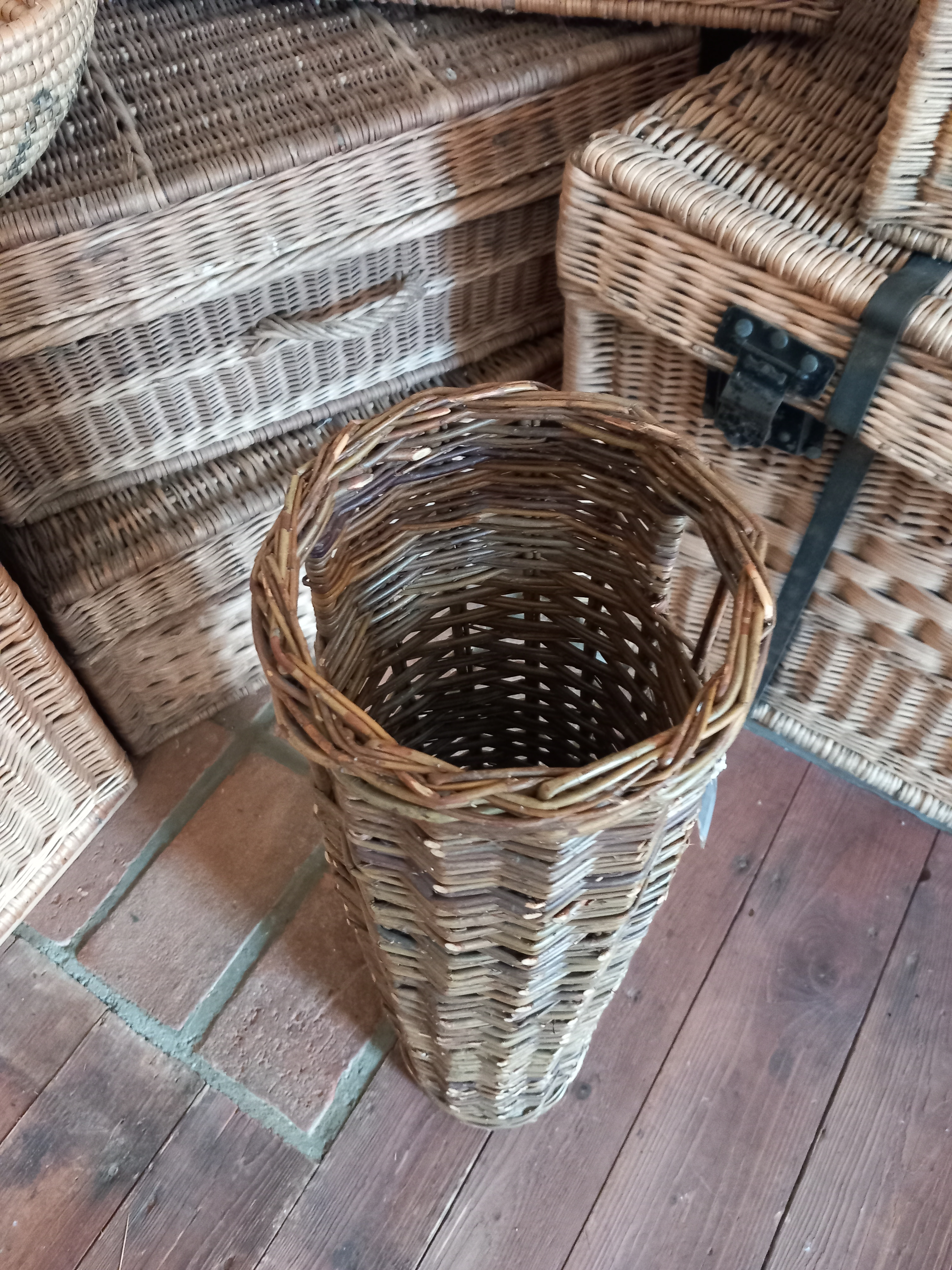
Koš na přenos velkých nábojnic, tzv. pumák

Mezidobí obou světových válek znamenalo přeorientování se na výrobu válečnou, což se týkalo především větších výrobců. Byly to především pumáky, proutěné nosiče nábojnic, které košíkářké dílny musely produkovat. Jeden takový je k vidění i v muzeu. Také se povinně vyráběly dárkové kazety pro německé vojáky. Velká hospodářská krize taktéž negativně dopadla i na zdejší produkci, když v roce 1934 košíkářští dělníci a jejich sympatizanté neváhali vstoupit do stávky. Podle dobového tisku až v počtu 1500 zaměstnanců.
Nemalou zásluhu na rozvoji proutěného řemesla mělo i to že, že Morkovice roku 1909 získali železniční spojení a vystavěli si novou vařírnu proutí v roce 1930, nezbytnou pro toto řemeslo, neboť ta stávající z roku 1870 nevyhovovala kapacitě. Ve třicátých letech 20. století došlo k rekonstrukci mostů a silnic. To vše napomáhalo exportu zboží, na kterém byli morkovští košíkáři závislí. 
Co se týká základní suroviny pro výrobu košíkářských výrobků, tedy šlechtěné vrby, místní košikáři si ji pěstovali sami, dodnes jsou v okolí Morkovic vidět stopy po umělé výsadbě vrboví. Avšak postupně s objemem výroby byli závislí na dovozu z ciziny, například z Haliče. Později, v 50. letech 20. století, se tradiční výroba doplnila i o materiály z PVC či pedigu.  

### Košíkářská škola

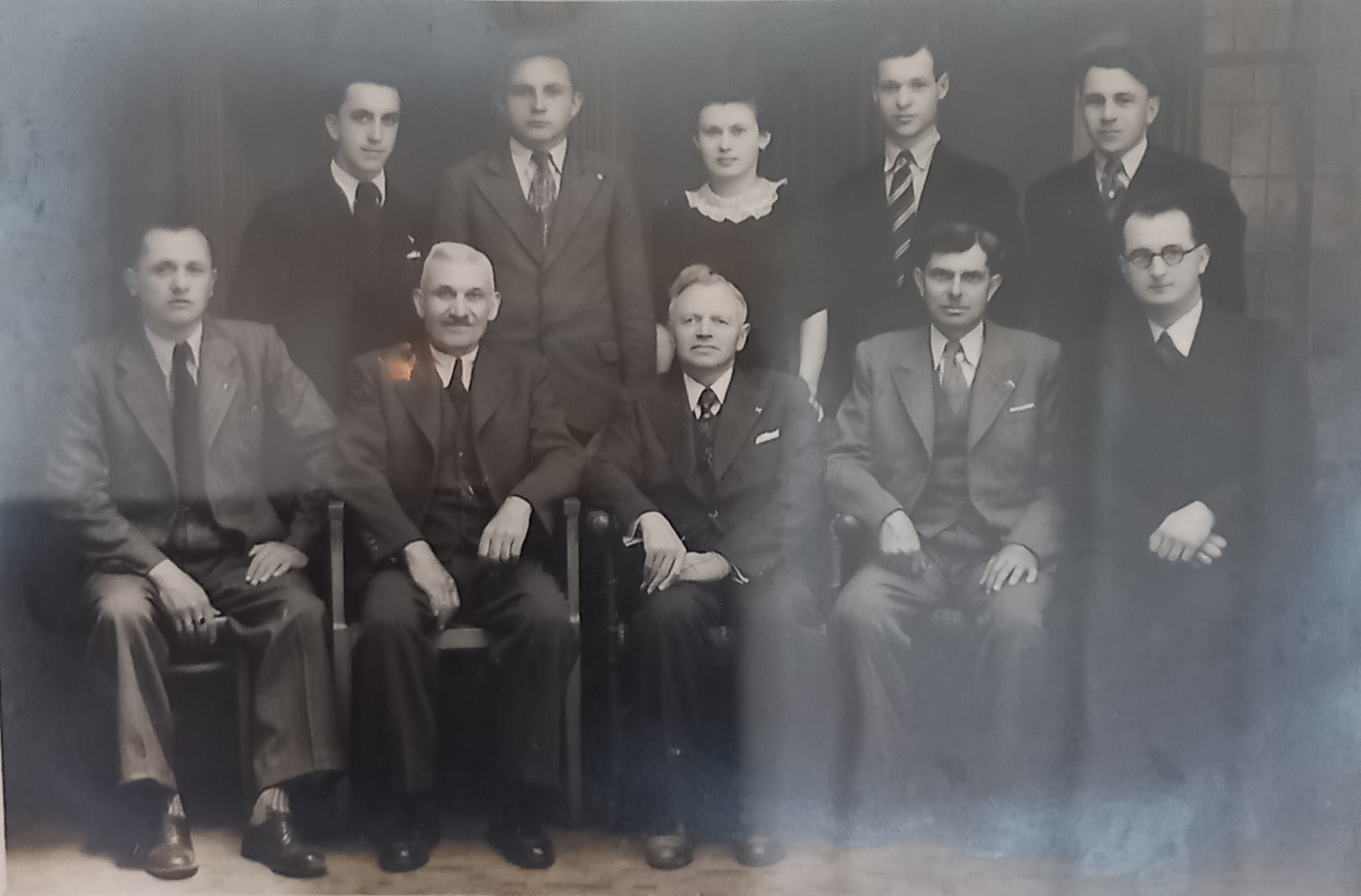
Poslední předválečný ročník (1938–1939) žáků Státní mistrovské školy košíkářské. V dolní řadě učitelé, v horní žáci. Uprostřed horní řady Květoslava Jiříčková, budoucí mistrová košíkářského kurzu pro dívky.

Minimálně od vzniku cechu byli přijímání učni pod záštitu mistrů, byť průběh samotného učebního procesu byl jiný než počátkem 20. století. V roce 1920 vznikla v Morkovicích Státní učební dílna pro košíkářské řemeslo (nebyla však v ČSR jediná svého druhu), která se v roce 1930 přeměnila ve Státní mistrovskou školu košíkářskou. Ta se však potýkala s problémy, které vedly k jejímu občasnému uzavření, například v roce 1933, kdy obec odmítla věnovat škole dříví na otop školy, nebo v roce 1939 pro mizivý počet žáků (10).
Přesto k úplnému zániku košíkářského učňovství v Morkovicích nedošlo. Ve válečné době se jej ujala firma Vilém Pátík a synové, jeden z největších předválečných výrobců proutěného zboží. Jelikož firma musela přejít na válečnou výrobu, uspěla s argumentací, že je třeba takovou školu zřídit a vychovávat si zručné řemeslníky. Vznikl tak praktický kurz pro dívky pod vedením Květoslavy Jiříčkové, která sama byla absolventkou Státní mistrovské školy košíkářské.    
V poválečných letech v období socialistického Československa v Morkovicích učební obor košíkáře setrval a zanikl až v devadesátých letech s krachem firmy Zadrev, v té době nesoucí název Sempra.

## Košíkářské muzeum a jeho historie

### Obnova muzea

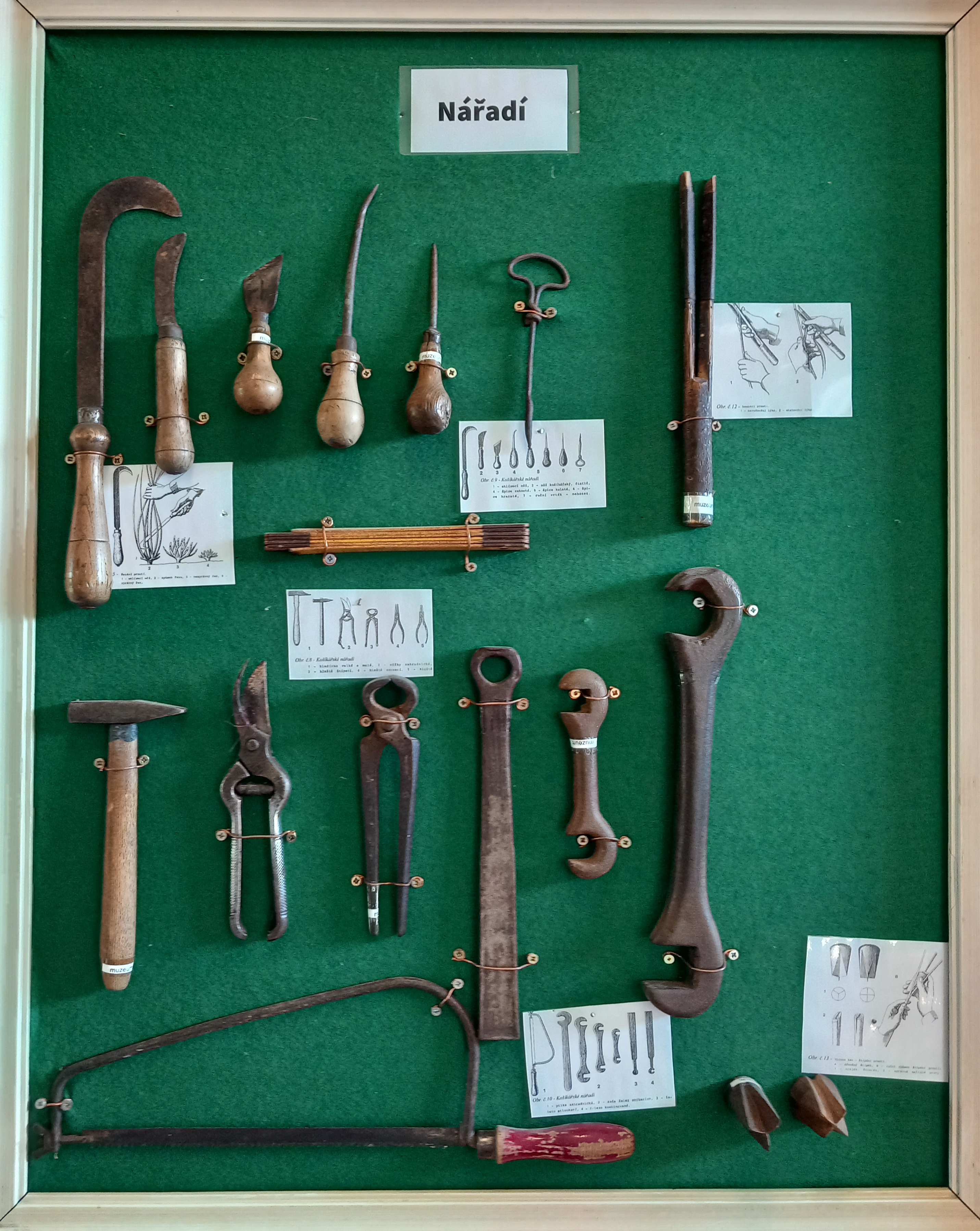
Košíkářské nářadí

S rozvojem a významem košíkářského umění v Morkovicích vzrostla i snaha o jeho prezentaci. Na podnět místního odborného učitele a kronikáře Josefa Přikryla vzniklo v roce 1936 Volné musejní sdružení, pod jehož záštitou bylo vytvořeno Muzeum Morkovského kraje, které se věnovalo především ukázkám košíkářské práce, ale nejen jí. Po druhé světové válce byly exponáty přemístěné do místního zámku, po válce vyvlastněného jeho rakouskému majiteli hraběti Karlu Aloisi Matz von Spiegelfeldovi, který se netajil sympatiemi k nacistickému Německu. ONV v Kroměříži však v roce 1963 muzeum definitivně zrušilo a exponáty přešly pod správu Muzea Kroměřížska.
Obnovená snaha o zřízení nového košíkářského muzea v Morkovicích-Slížanech se naplnila v roce 2010. Toto nové Košíkářské muzeum nyní sídlí ve starším domě v blízkosti kostela Narození svatého Jana Křtitele. Město dům v roce 2008 koupilo, přičemž cena rekonstrukce přišla na 1,1 milionu korun.

### Expozice

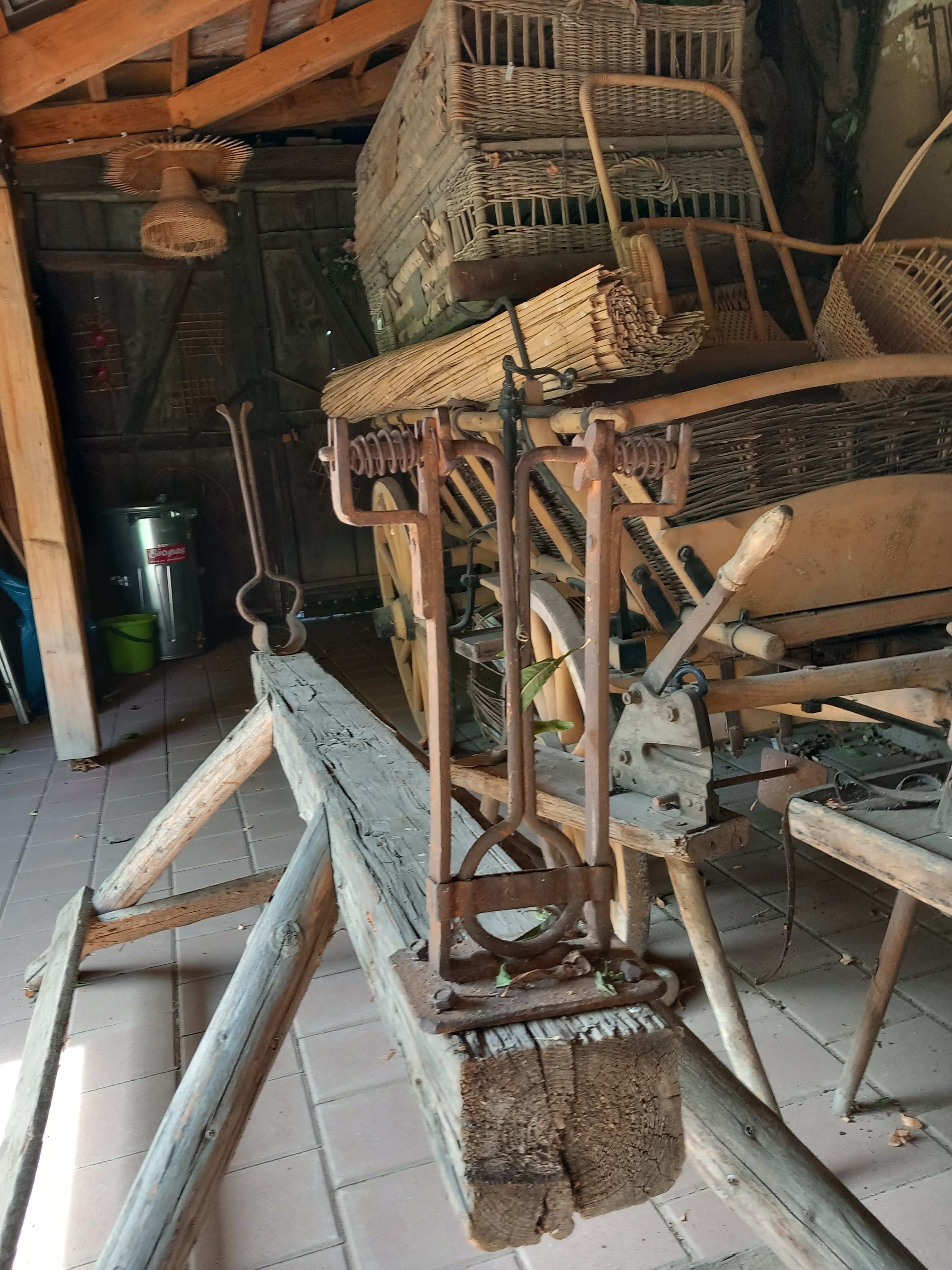
Mechanický loupák na vrbové proutí

Hlavní snahou je prezentovat košíkářské umění, a to převážně místních řemeslníků. V expozici jsou výše zmiňované cechovní postavníky, zasvěcené svatému Dorotheovi a Makáriovi, podle morkovského výkladu patronům košíkářů. Vedle cechovní truhlice jsou zde proutěné dětské kočárky (nejstarší z 19. století), piknikové košíky, proutěná školní brašna, taktéž z 19. století, hračky, ošatky na pečivo, výše zmíněný pumák, nechybí pochopitelně křesla či židle. A stále oblíbené kazety na šicí potřeby.
Součástí sbírky jsou i materiály, které košíkář ke své práci používal, stejně tak i drobné nářadí. Mezi ně patřil například rozštipec, špica nebo úžidlo. Kdo je zručný, je mu umožněno si oloupat vrbový prut tradiční řemeslnou metodou. Nechybí ani strojní zastoupení v podobě mechanických či elektrických loupáků proutí. Ty první byly do místních firem zaváděny koncem 20. let 20. století.
Košíkářské muzeum poukazuje, byť poněkud skrytě, i na jistý fakt, že byť má košíkářské řemeslo zlaté dno, jednalo se o náročnou ruční práci. Obyvatelé tohoto města nebyli jediní, kteří se tomuto řemeslu v období rakouské monarchie, Československa i poválečné republiky věnovali, ale jejich kumšt přerostl v obchodní artikl, který dával obživu podstatné části obyvatel a jejichž práce si ve světě získala dobré jméno.

## Galerie

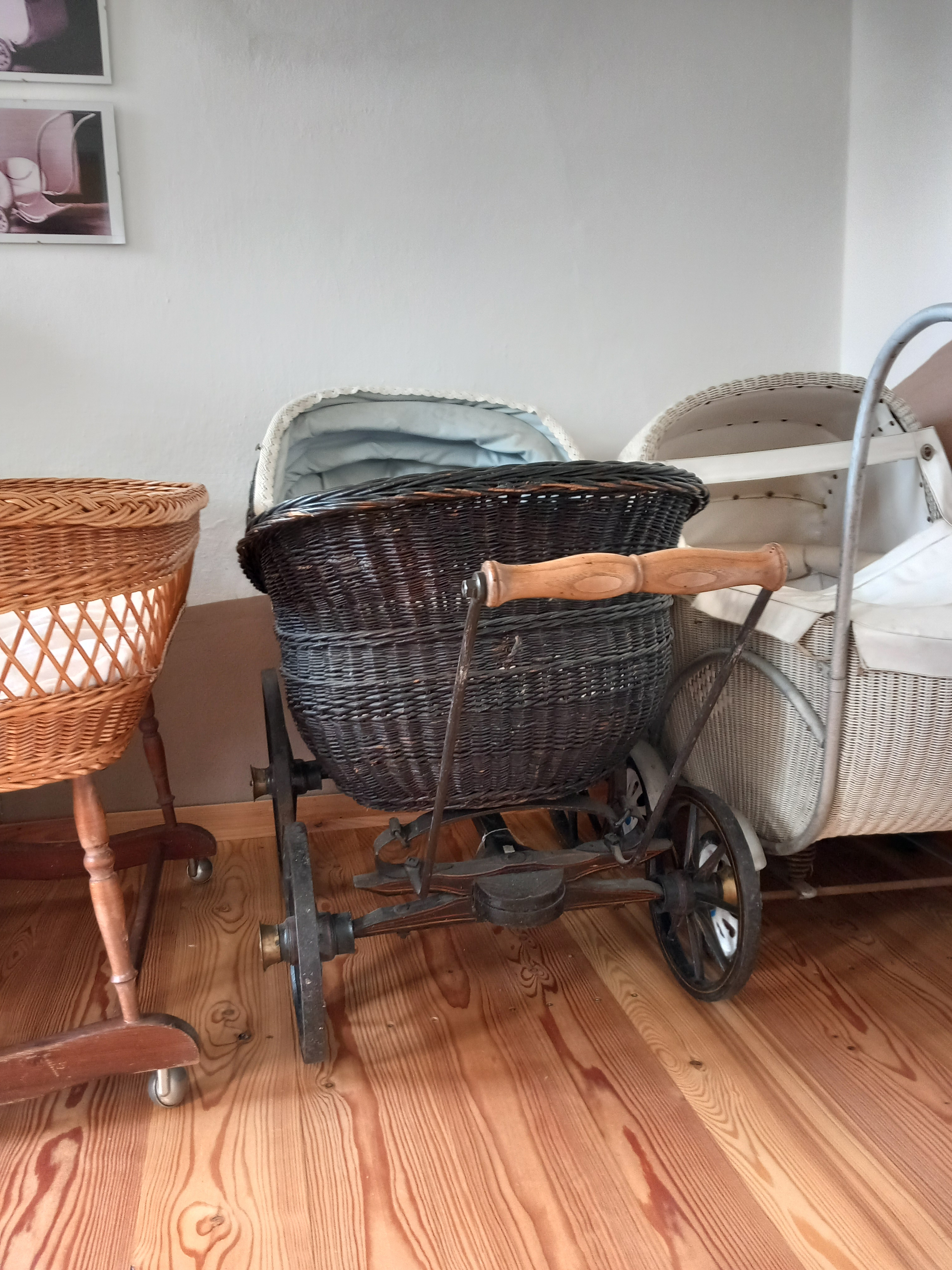
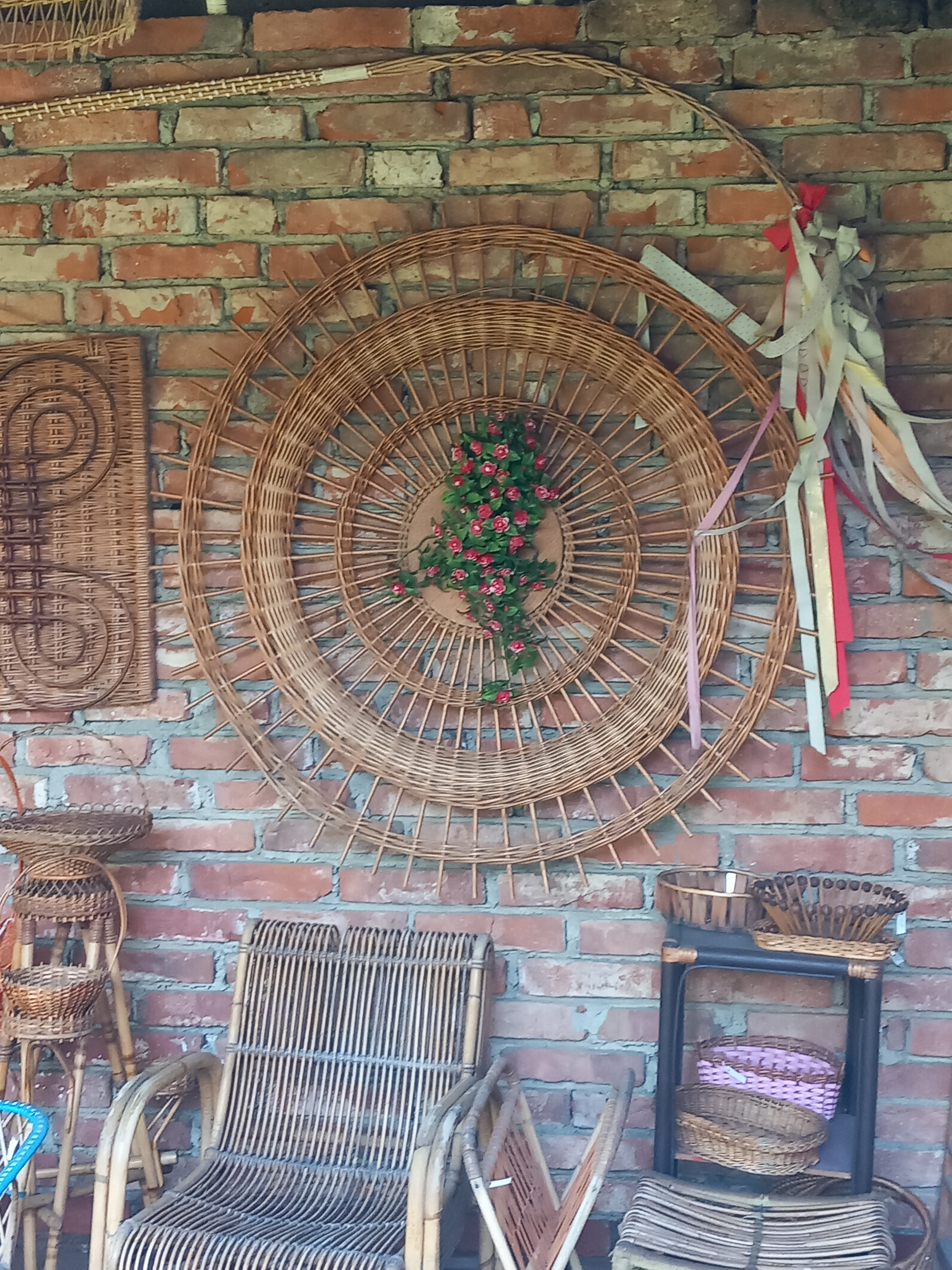
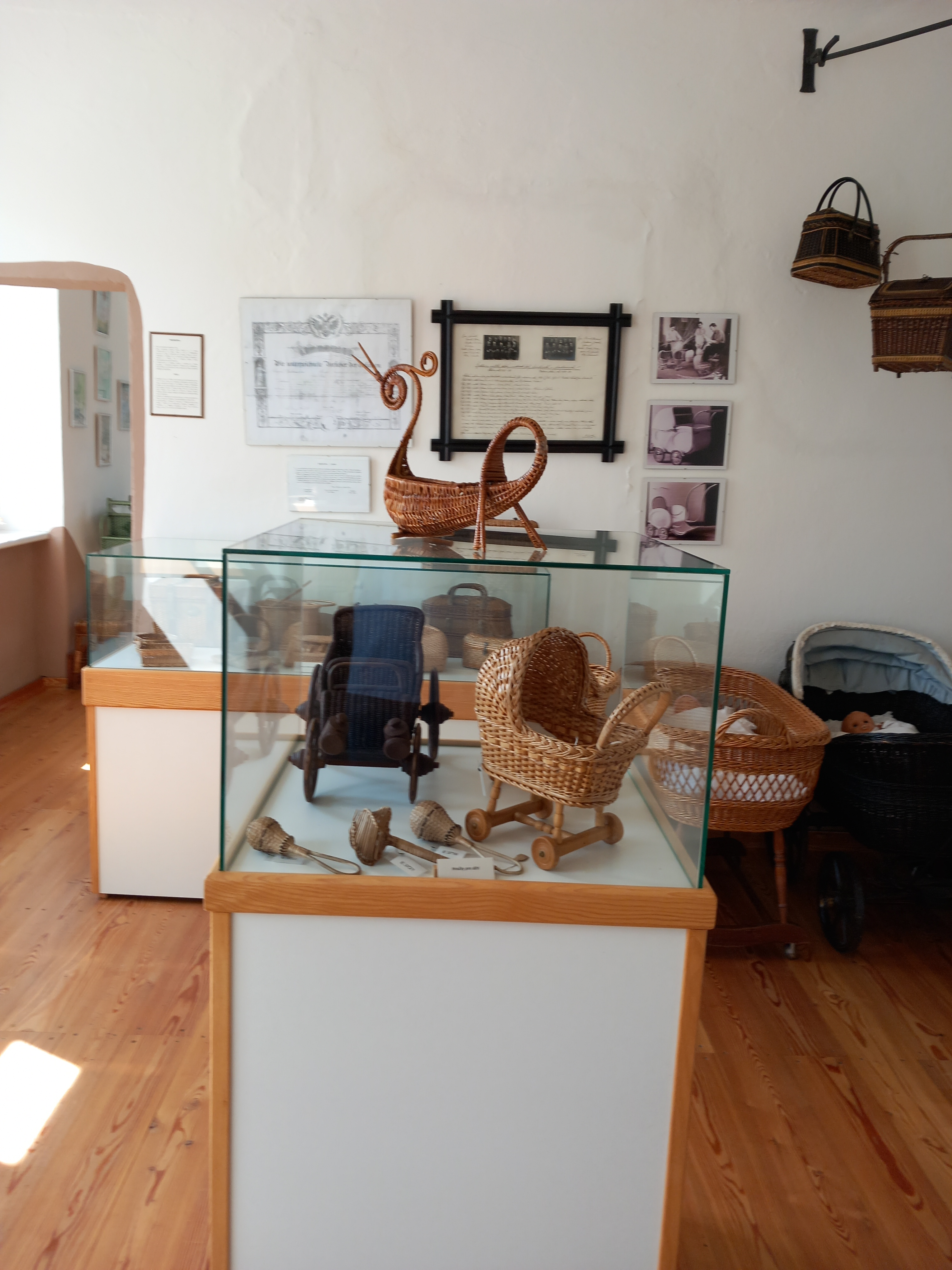
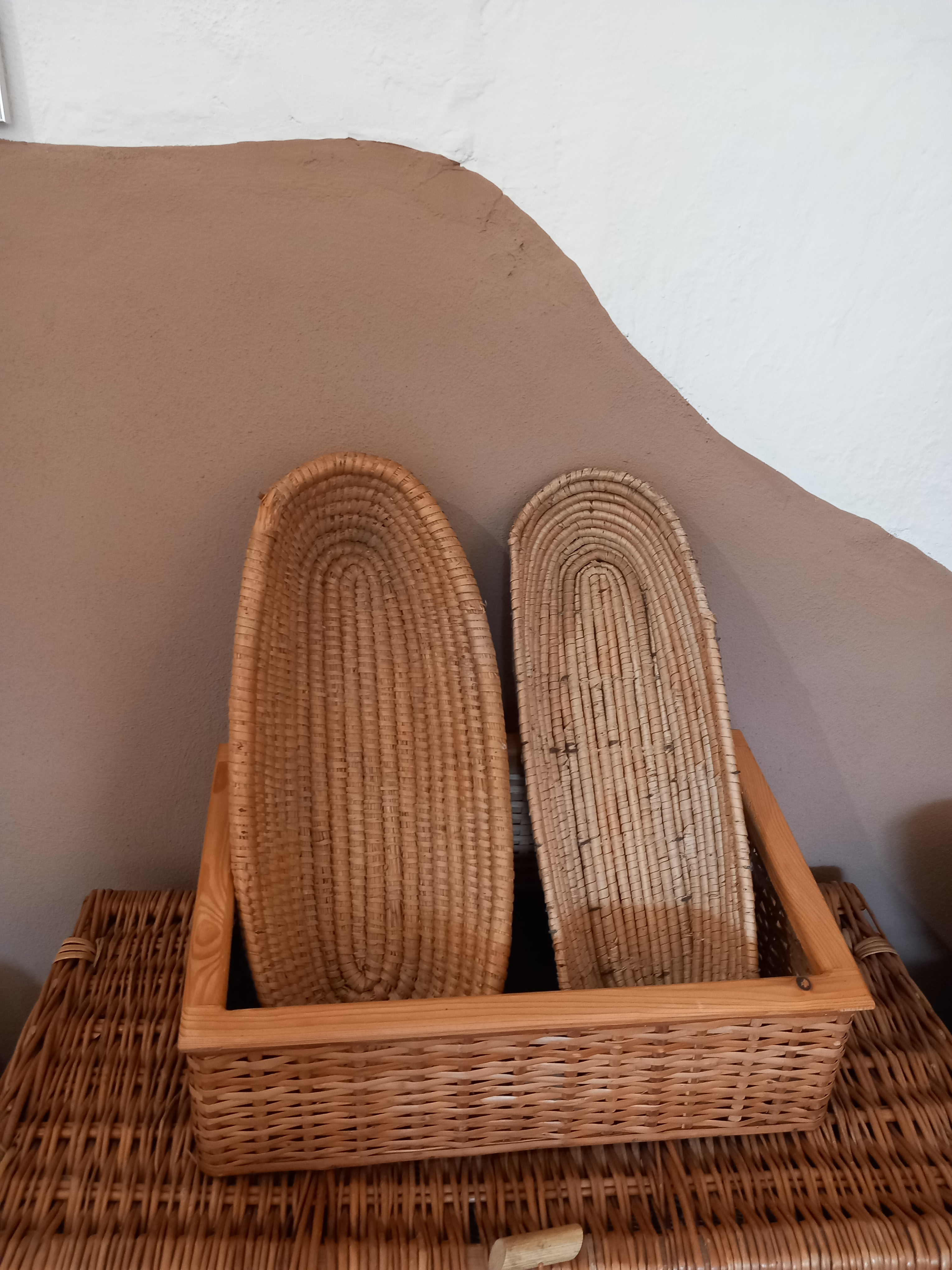
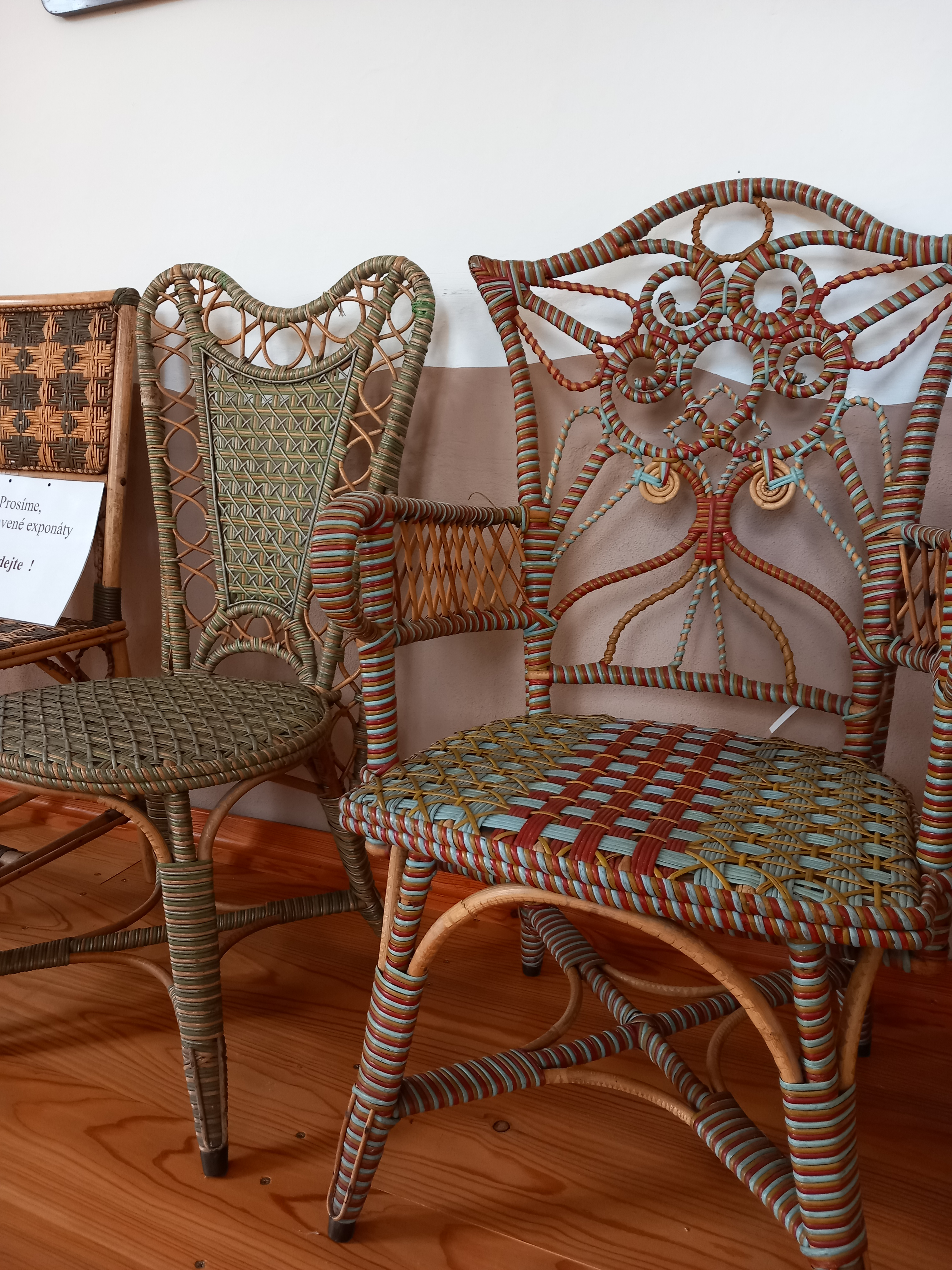